# Oddział Kociewski Zrzeszenia Kaszubsko-Pomorskiego w Tczewie
Oddział Kociewski Zrzeszenia Kaszubsko-Pomorskiego w Tczewie – oddział terenowy Zrzeszenia Kaszubsko-Pomorskiego, posiadający własną osobowość prawną, koncentrujący swoją działalność na sprawach kociewskich oraz nadwiślańskich. Zgodnie ze statutem ZKP organizacja ta zajmuje się rozwojem kultury, gwary oraz budowy regionalizmu i społeczeństwa obywatelskiego na całym Pomorzu oraz w jego subregionach, w tym na Kociewiu.

## Historia Oddziału
Gdy w roku 1957 powstało Zrzeszenie Kociewskie w Tczewie zawiązało się jego koło. Jednak nie działało ono zbyt długo i działalność regionalna zamarła na kilkanaście lat. Po powstaniu Zrzeszenia Kaszubsko-Pomorskiego (dzięki zjednoczeniu Zrzeszenia Kociewskiego i Zrzeszenia Kaszubskiego, próbowano powołać także oddział w Tczewie. Mimo zaangażowania samego Lecha Bądkowskiego nie udało się tego dokonać. Działania te napotykały silny opór ze strony ówczesnych władz zaniepokojonych samodzielnością tej organizacji, które ostatecznie podjęły decyzję kanalizacji dążeń kociewskich regionalistów, przez zakładanie konkurencyjnych wobec ZKP organizacji powiatowych, w których wiodącą rolę pełnili urzędniczy ówczesnej administracji. W ten sposób w roku 1970 powstało w Tczewie Towarzystwo Miłośników Ziemi Tczewskiej. Mimo silnych związków z partią i administracją (pierwszym prezesem TMZT został Czesław Glinkowski, który kilka lat później został z ramienia PZPR nominowany na prezydenta Tczewa), Towarzystwo Miłośników Ziemi Tczewskiej przez całe lata siedemdziesiąte było jedyną tczewską organizacją, gdzie zajmowano się działaniami regionalnymi.
Przełom przyniósł dopiero wybuch ”Solidarności”. Gdy zelżał nadzór władzy, udało się rozwinąć ograniczano do tej pory struktury Zrzeszenia. Dnia 19 września 1981 roku Zarząd Główny ZKP powołał oddział w Tczewie. Prezesem nowo powstałego oddziału został Michał Spankowski. Nowo powstały oddział przetrwał stan wojenny. Zrzeszenie Kaszubsko-Pomorskie nie zostało rozwiązane po 13 grudnia i jako jedyna działająca legalnie organizacja w województwie gdańskim nie wstąpiło, mimo nacisków do PRON. Ta sytuacja spowodowała, że po 1983 roku do ZKP wstępowało wielu osób, które chciały legalnie działać społecznie, lecz nie widziały dla siebie miejsca w organizacjach reżimowych. Osoby takie zdynamizowały także działania tczewskiego oddziału.
Od roku 1983 zorganizowano osiem edycji Spotkań Nadwiślańskich poświęconych sprawom kultury, turystyki, gospodarki i ekologii obszaru nadwiślańskiego. Najbardziej znacząca była chyba ich czwarta edycja w roku 1986, gdzie dyskutowano nad sprawą budowy elektrowni jądrowej w Żarnowcu. Dyskusja ta, była jednym z ważnych elementów rodzącego się wówczas protestu społecznego wobec tej inwestycji. Tym istotniejszym, że relacje z niej przekazała ówczesna prasa, gdzie mimo cenzury jasno widoczny jest bark zgody zebranych dla tego projektu.
Oddział w tym czasie organizował także szereg sesji i spotkań kulturalnych, konkurs literacki „Ocalić od zapomnienia” oraz cykliczne „Spotkania z historią”. Apogeum aktywności przyniósł okres zmian ustrojowych. Od grudnia 1989 roku do stycznia roku 1991 odbyło się 13 spotkań w ramach „Studium Wiedzy o Regionie”, zorganizowano szereg wystaw oraz spotkań dyskusyjnych, a także wraz z Zarządem Głównym ZKP przeprowadzono II konkurs „Współczesna Sztuka Ludowa Kociewia”. Wielu członków oddziału zostało wybranych do lokalnych samorządów. Jednak kolejne lata przyniosły kryzys i dopiero I Kongres Kociewski w 1995 roku zaktywizował na nowo tczewskie środowisko. Pod wodzą nowego prezesa Romana Klima zorganizowano cykl spotkań: „Kociewskie Wieczory Wtorkowe”, a także przeprowadzono kurs dla przewodników po Żuławach. Okres ten zakończyła choroba, a później, w roku 2000, śmierć Romana Klima.

## Działalność dzisiejsza
W roku 2004 grupa kociewskich członków Klubu Studenckiego „Pomorania”, młodzieżowej organizacji Zrzeszenia Kaszubsko-Pomorskiego działającej na Uniwersytecie Gdańskim i Politechnice Gdańskiej doprowadziła do ponownej reaktywacji oddziału tczewskiego. Jednocześnie postanowiono przyjąć nazwę Oddziału Kociewskiego sygnalizując tym samym zainteresowanie całym regionem, a nie tylko miastem Tczewem. Pod wodzą nowego prezesa Krzysztofa Kordy oddział rozpoczął dynamiczną działalność. Rozpoczęto cykl spotkań „Śladami nieznanych działaczy społeczno-kulturalnych Kociewia”, przeprowadzano sesje historyczne oraz organizowano wystawy. Od jesieni 2005 roku do końca 2014 roku członkowie oddziału na eterze Radia Fabryka prowadzili cotygodniową audycję, w piątek o 20. Początkowo nosiła ona nazwę „Spotkania z Historią Tczewa”, a później „Spotkania z Kociewiem”. Emisję zakończono w związku z przekształceniami Radia Fabryka w Radio Tczew.

Od 2007 roku sztandarową imprezą oddziału są Nadwiślańskie Spotkania Regionalne – kilkudniowa impreza na której przedstawiane są problemy związane z ekologią, historią i problemami społecznymi. W roku 2015 oddział aktywnie włączył się w organizację V Kongresu Kociewskiego, a jego prezes - Michał Kargul - został przewodniczącym Komitetu Organizacyjnego Kongresu. w jego ramach w Tczewie w listopadzie 2015 roku zorganizowano dwudniową konferencję naukową "Polska Regionalna".

### Skarbnica Kociewska (Kociewska Biblioteka Internetowa)
Oddział od 2006 roku prowadzi Kociewską Bibliotekę Internetową, która gromadzi już kilkadziesiąt pozycji poświęconych Kociewiu dostępnych darmowo w wersji elektronicznej. W 2016 roku stała się ona częścią nowego portalu - Skarbnicy Kociewskiej.

#### Historia powstania
W 2006 roku członkowie Oddziału Kociewskiego ZKP w Tczewie opracowali cyfrową wersję książki „Postacie z Kociewia”. Chcąc udostępnić ją nieodpłatnie jak najszerszemu gronu czytelników, postanowili stworzyć osobną stronę biblioteczną. Dzięki włączeniu się kolejnych autorów, zwłaszcza Kazimierza Ickiewicza, w krótkim czasie udało się zamieścić kilkanaście publikacji poświęconych historii Tczewa i Kociewia. W roku 2016 w ramach projektu Biblioteczne Spotkania Regionalne, w oparciu o zasoby KBI stworzono portal Skarbnica Kociewska. Oprócz części bibliotecznej znalazł się w nim rozbudowany informator dotyczący Kociewia, materiały edukacyjne dotyczące regionu oraz informator na temat ciekawych wydarzeń organizowanych przez Zrzeszenie w regionie. Portal inspirowany jest Skarbnicą Kaszubską, prowadzoną przez Zarząd Główny ZKP.

#### Działalność
Skarbnica Kociewska działa pod adresem www.skarbnicakociewska.pl. Powstała we współpracy z Miejską Biblioteką Publiczną w Tczewie. Na stronach biblioteki zamieszczone są opracowania książkowe, samodzielne artykuły, prace dyplomowe poświęcone regionowi oraz kolejne numery czasopisma „Teki Kociewskie” i "Moja Ziemia". Linkowane są również inne dotyczące regionu opracowania i periodyki, które są dostępne w innych bibliotekach cyfrowych.
Większość publikacji zamieszczana jest w formacie PDF, niektóre DjVu.

## Publikacje Oddziału Kociewskiego ZKP w Tczewie
Tczewski oddział ZKP wydał i opracował materiały do kilku publikacji poświęconych Kociewiu i ruchowi regionalnemu:
- 1984 – Andrzej Świerzyński, „Taniec kociewski. Na skrzypiec i fortepian”. Praca wydana wspólnie z TMZT.
- 2005 – „Śladami nieznanych działaczy społeczno kulturalnych Kociewia”, pod red. K. Kordy i K. Ickiewicza. Owoc sesji pod tym samym tytułem, wydany najpierw w wersji elektronicznej, a następnie papierowej, nakładem Samorządu Miasta Tczewa.
- 2008 - „Śladami walk o Tczew w 1807 roku”, pod red. K. Ickiewicza. Owoc sesji z okazji dwustulecia Kociewia, wydany przez Samorząd Miasta Tczewa.
- 2008 – „Kociewie - Pomorska Kraina”, zeb. i oprac. M. Kargul. Popularyzatorskie opracowanie zbiorowe przygotowane przez członków oddziału i wydane wspólnie z Zarządem Głównym ZKP.
- 2014 - "ABC Kociewia" red. M. Kargul. Publikacja popularyzatorska będąca rozwinięciem "Kociewia - Pomorskiej Krainy", którą wydało gdyńskie Wydawnictwo Region.
- od 2007 – „Teki Kociewskie”. Czasopismo popularnonaukowe, przygotowywane jako materiał posesyjny z Nadwiślańskich Spotkań Regionalnych. W roku 2007 ukazał się pierwszy zeszyt, dostępny tylko w wersji elektronicznej, na łamach Kociewskiej Biblioteki Internetowej. Od 2008, gdy ukazał się zeszyt drugi, wydany także w nakładzie papierowym, kolejne zeszyty są wydawane pod obiema postaciami. Pod koniec 2016 roku ukazał się zeszyt nr 10. Także w 2016 roku wydano po raz pierwszy drukiem zeszyt pierwszy z 2007 roku.

## Prezesi Oddziału Kociewskiego ZKP w Tczewie
- 1981-1991 Michał Spankowski
- 1996-2000 Roman Klim
- 2004-2010 Krzysztof Korda
- 2010-2016 Michał Kargul
- 2016-2022 Tomasz Jagielski
- od 2022 Oskar Ludwiczak

## Znani działacze kociewscy będący w przeszłości członkami Oddziału Kociewskiego Zrzeszenia Kaszubsko-Pomorskiego w Tczewie
- Roman Landowski
- Roman Klim
- Grażyna Żeśko
- Michał Spankowski

## Znani działacze kociewscy będący aktualnie członkami Oddziału Kociewskiego Zrzeszenia Kaszubsko-Pomorskiego w Tczewie
- Kazimierz Ickiewicz
- Kazimierz Smoliński
- Jan Kulas
- Krzysztof Korda
- Marek Kordowski
- Michał Kargul